# Hilding Rosenberg
Pour les articles homonymes, voir Rosenberg.
Hilding Constantin Rosenberg est un compositeur, chef d'orchestre et organiste suédois né à Bosjökloster (Suède) le 21 juin 1892, mort à Bromma, près de Stockholm, le 18 mai 1985.

## Biographie
À Stockholm, il travaille le piano avec Richard Andersson et la composition avec Ernst Ellberg et Wilhelm Stenhammar. Au début des années 1920, il fait un voyage d'études à Berlin, Vienne où il rencontre Arnold Schönberg, Dresde et Paris où il découvre Igor Stravinsky et le Groupe des six. Il travaille la direction d'orchestre avec Hermann Scherchen. De 1932 à 1934, il est chef d'orchestre à l'opéra royal de Stockholm, avant de se consacrer principalement à la composition et l'enseignement. Rosenberg a fait sortir la musique classique suédoise du post-romantisme scandinave; il a introduit en Suède les œuvres de Schönberg, Bartók, Hindemith, Honegger... Le style de Rosenberg, d'abord influencé par ces compositeurs, s'épure au fil des années et de sa production. Il est avec Nystroem et Pergament, l'un des précurseurs du modernisme suédois. Il compte parmi ses élèves Karl-Birger Blomdahl, Sven-Erik Bäck, Ingvar Lidholm, et Daniel Börtz.

## Œuvres principales

### Musique orchestrale
Symphonies
- Symphonie (nº 0) (1915-1916, retirée, seul le 2e mouvement subsiste sous le nom de Adagio op 2)
- Symphonie nº 1, Op. 5 (1919, rév 1932, 1971)
- Symphonie nº 2, Op. 62 Sinfonia grave (1934)
- Symphonie nº 3, Les quatre âges de la vie (1939, rév 1943 sans récitation ; révisée en 1949 avec un nouveau 3e mouvement)
- Symphonie nº 4 , Apocalypse de Jean (1940, symphonie pour baryton, chœur et orchestre; Bible, Hjalmar Gullberg)
- Symphonie nº 5 , Örtagårdsmästaren (1944 ; Bible)
- Symphonie nº 6, Symphony semplice (1951)
- Symphonie nº 7 (1968, rév 1968)
- Symphonie nº 8 In candidum, pour chœur mixte et orchestre (1974 Vilhelm Ekelund, révisée en 1980 Sinfonia serena)

Autre musique orchestrale
- 3 Pièces de Fantaisie pour orchestre Op. 6 (1918)
  - Le coucher de soleil
  - Nattliga röster
  - Matin
- Variations et passacaille sur un thème pour grand orchestre (1922)
- Sinfonia da chiesa nº 1 Op. 15 (1923, rév 1950)
- Chamber Symphony, en ut majeur, Op. 18 (1923)
- Sinfonia da chiesa nº 2 (1924)
- Suite de chansons suédoises pour orchestre à cordes Op. 36 (1927)
- Suite de De skapade intressena Op. 35 pour orchestre de chambre et orgue (1927)
- Suite n ° 1 de De skapade intressena (Marionetterna) Op. 31a pour petit orchestre et harpe (1927)
- Funeral Music Op. 43 (21/11/1927 pour la mort de Wilhelm Stenhammar)
- Prélude au Jugement Dernier pour petit orchestre (1929)
- Suite du Jugement dernier pour orchestre à cordes (1929)
- Suite nº 1 du Jugement Dernier Op. 49 pour grand orchestre (1929)
- Suite nº 2 de Marionetterna Op. 31b pour petit orchestre (1930)
- Suite nº 1 de La vie est un rêve pour petit orchestre (1930)
- Suite nº 2 de La vie est un rêve pour grand orchestre (1930)
- Suite de Moralitet (1930)
- Fête de Mars (1930)
- Les voyageurs heureux (arrt pour orchestre à cordes) d'après Voyage en Amérique (1932)
- Suite symphonique de Voyage en Amérique (1934)
- Overtura Piccola sur Hus med dubbel ingång (1934, arrt pour orchestre militaire)
- Suite de Danses du Voyage en Amérique pour petit orchestre (1935, arrt Yngve Shield)
- Suite de Danses du Voyage en Amérique (version pour orchestre à cordes) (1936, arrt Yngve Shield)
- Bergslagsresan Photos Op. 72, Suite de la bande originale Bergslagsresan personnes (1937, Edvard Åkerberg)
- Uvertyr till Marionetter (1938)
- Suite de Danses de Marionnettes (1938)
- Taffelmusik (Divertimento) pour orchestre de chambre (1939, version de Taffelmusik pour violon, violoncelle et piano)
- Suite de Danses I Bergakungens sal (Dans l'antre du roi de la montagne), tirée de la musique De två konungadöttrarna (1940)
- Djufar, suite pour orchestre après Djufars spectacle (1942)
- Vindarnas musik, suite de Lycksalighetens pour orchestre (1943)
- Musique du ballet Orphée dans la ville (1945)
- Overtura Bianca-nera pour orchestre à cordes (1946)
- Concerto nº 1 pour orchestre de cordes (1946)
- Partita pour orchestre sur Joseph et de ses frères (1947)
- Concerto nº 2 pour grand orchestre (1949)
- Concerto nº 3, Louisville Concerto (1954, rév 1968)
- Ingresse Solenne del premio Nobel, ouverture festive (1952)
- Lento per orchestra d'archi Elegie – Crise hongroise (1956)
- Riflessioni nº 2 pour orchestre à cordes (1960)
- Riflessioni nº 3 pour orchestre à cordes (1960)
- Metamorfosi sinfoniche nº 1, pour grand orchestre, tirées du ballet Salomé (1963)
- Metamorfosi sinfoniche nº 2, Andantino et thème avec sept variations du ballet Salomé (1963)
- Metamorfosi sinfoniche nº 3, tirées du ballet Sönerna  (1964)
- Concerto nº 4 pour orchestre à cordes (1966)

Concertos
- Suite en ré majeur Op. 13 (1922, version pour violon et orchestre)
- Concerto pour violon nº 1 Op. 22 (1924)
- Concert trompette Op. 47 (1928)
- Variation macabre över eget tema pour violon et orchestre (1929, tiré de la musique de Dåren och döden op 50 ; révisé en 1953 pour violon et petit orchestre)
- Concerto pour piano (1930 ; aussi pour deux pianos)
- Sinfonia concertante pour violon, alto, hautbois, basson et orchestre (1935)
- Concerto pour violoncelle nº 1 (1939)
- Une petite pièce pour violoncelle, cordes et orgue (1940)
- Concerto pour alto (1942, rév 1945, 1964 ; alto et orchestre à cordes)
- Concerto pour piano (1950)
- Concerto pour violon nº 2 (1951)
- Concerto pour violoncelle nº 2 (1953)
- Riflessioni nº 1 pour violon et orchestre à cordes (1959)
- 5 pièces pour piano et orchestre à cordes (1965)

### Musique de chambre
Quatuors à cordes
- Quatuor à cordes nº 1 Op. 9 (1920, révisé en 1923, 1955)
- Quatuor à cordes nº 2 Op. 21 (1924, révisé en 1955)
- Quatuor à cordes nº 3 Op. 28 Quartetto pastorale (1926, révisé en 1955)
- Quatuor à cordes nº 4 (1939)
- Quatuor à cordes 1942 (1942, quatuor inachevé)
- Quatuor à cordes nº 5 (1949)
- Quatuor à cordes nº 6 (1953)
- Quatuor à cordes nº 7 (1956)
- Quatuor à cordes nº 8 (1957)
- Quatuor à cordes nº 9 (1957, révisé en 1964)
- Quatuor à cordes nº 10 (1957)
- Quatuor à cordes nº 11 (1957)
- Quatuor Quartetto riepilogo nº 12 (1957)
- 6 Moments musicaux pour quatuor à cordes, Carl Nielsen in memoriam (1972)

Violon et piano
- Suite pour violon et piano en ré majeur Op. 13 (1922)
- Sonate pour violon nº 1 Op. 32 (1926)
- Sonate pour violon nº 2 Op. 85 (1940)

Autre musique de chambre
- Quintette pour piano en ré majeur Op. 3 (1917)
- Trio pour flûte, violon et alto Op. 11 (1920)
- Sonatine pour flûte et piano Op. 19 (1923)
- Prélude et aria pour violon et piano Op. 25 (1925)
- Trio pour hautbois, clarinette et basson Op. 42 (1927)
- Divertimento pour trio à cordes Op. 67 (1936)
- Taffelmusik pour violon, violoncelle et piano (1939)
- Sérénade pour flûte, violon et alto Op. 82 (1940)
- Quintette de cuivres (1959, révisé en 1968)

### Musique instrumentale
Sonates pour piano
- Sonate pour piano nº 1 Op. 17 (1923)
- Sonate pour piano nº 2 Op. 27 (1925)
- Sonate pour piano nº 3 Op. 20 (1926)
- Sonate pour piano nº 4 Op. 35 (1926)

Autre musique de piano
- 3 intermèdes piano Op. 1 (1916)
- 8 scènes en plastique pour piano Op. 10 (1921)
- Suite pour piano Op. 20 (1924)
- 11 petites études de cours pour piano Op. 24 (1925)
- 2 pièces pour piano (1927)
- Improvisations pour piano (1939)
- Thème con Variazioni pour piano (1941, 17 variations)
- 6 études polyphoniques pour piano (1945)
- 11 nouvelles petites études pour piano (1949)
- Sonatine pour piano (1949)
- De kära sekunderna (Le dilette seconde) (1962)

Violon
- Sonate nº 1 pour violon solo Op. 12 (1920, révisé en 1966)
- Sonate nº 2 pour violon solo (1953)
- Sonate nº 3 pour violon solo (1963, révisé en 1967)

Orgue
- 4 choral prelude Op. 38 (1927)
- Fantasia e fuga pour orgue (1941)
- Prélude et Fugue pour orgue (1948)
- Toccata, aria pastorale, Chaconne pour orgue (1952)
- Sekvens 40 pour orgue (1961)
- Variations Chorale pour orgue sur l'Hymne : Lover Gud i himmelshöjd (1965)
- Fantasia en ré mineur

autre
- Legend för valthor (1929)
- Sonate pour flûte solo (1959, révisé en 1965)
- Sonate pour clarinette solo (1960)

### Musique vocale
Chœur et orchestre
- Sångens födelse, cantate pour chœur et orchestre Op. 26 (1925)
- Den heliga natten, oratorio de Noël (1936)
- Järnålder (1937, révisé en 1937, Johannes Edfelt)

Chœur et piano
- Klagosång och pastora pour chœur de femmes et piano (1934)

Chœur a cappella
- 2 chœurs de femmes a cappella (1931, Gustaf Fröding)
- 3 3 chansons folkloriques suédoises pour chœur mixte a cappella (1953)

Voix et piano
- 2 chansons (1917, Bo Bergman)
- 3 chansons Op. 7 (1918, Verner von Heidenstamsgatan)
- 2 chansons Op. 8 (1920, Friedrich Hebbel)
- Nächtlige Stille pour voix et piano (1920)
- 3 chansons Op. 33 (1926, Erik Blomberg)
- Prinsessans sång ur Spelet om S:t Örjan (1937)
- Quatre Chants juifs (1941, Ragnar Josephson)
- 14 chansons chinoises (1945-1951, interprétation Erik Blomberg)
- Allt som har sovit under vintern, barnvisa (1952, B Franzen)
- 4 chansons (1959, Johannes Edfelt)

Voix et Ensemble
- Glaukes sånger sur Kvinnan i Hyllos hus (1940 ; voix, flûte, hautbois, clarinette, guitare et percussion; révis en 1959 pour voix, flûte, harpe / piano)
- Grekiska strövtåg (1940, chant, flûte, piano et récitant)
- Ensam i tysta natten (Seul dans le silence de la nuit) (1976, Gunnar Ekelöf, ténor et quintette à cordes)
- 2 chansons (1960, Johannes Edfelt, chant, flûte, 2 clarinettes et violoncelle)
- Indianlyrik från Nordamerika (Poème indien de l'Amérique du Nord) (1969, interprétations : H Fred Holm, 2 flûtes, guitare, percussion et chœur de femmes)

Opéras
- Resa till Amerika (Voyage en Amérique), jeu lyrique en trois actes (1932, Alf Henrikson (en))
- Marionetter (Marionnettes), opéra-bouffe en trois actes, op 73 (1938)
- De två konungadöttrarna, opéra de conte de fées pour les enfants (1940)
- Lycksalighetens ö, opéra en quatre actes (1943, après PDA Atterbom)
- Kaspers fettisdag, opéra de chambre (1953, d'après August Strindberg)
- Porträttet (Le portrait), (1955, révisé en 1963, Bertil Malmberg, d'après Gogol)
- Lycksalighetens ö, version de concert avec des textes de liaison de John Edfelt (1961)
- Hus med dubbel ingång (en espagnol : Casa con dos puertas, en français : Maison à deux portes, maison difficile à garder), comédie lyrique en 2 actes (1969; d'après Calderón de la Barca)

Ballet
- Yttersta domen (Jugement Dernier), ballet pantomime (1929)
- Orphée dans la ville, ballet (1938; Julian Algo, Vera Sager)
- Eden (Adam et Eve), ballet sur le Concerto nº 1 (1961)
- Salomé, musique de ballet pour orchestre (1963)
- Sönerna (1964)
- Tour de Babel, musique de ballet pour orchestre (1966)

Musique de scène
- De skapade intressena (Los intereses creados) Op. 30 (1926, Jacinto Benavente)
- Œdipe roi, Op. 34 (1926, rév 1941, Sophocle)
- La vida es sueño (en français : La Vie est un songe) Op. 37 (1927, Calderón de la Barca)
- Hippolyte (1927, Euripide)
- On ne badine pas avec l'amour Op. 39 (1927, Alfred de Musset)
- Mille et une nuits Op. 40 (1927, Per Hallström)
- Les Nuées (1927, Aristophane)
- Porten (1927, Hjalmar Bergman)
- Längtans land (Le pays du désir du cœur) (1927, William Butler Yeats)
- Le Chandelier (1928, Alfred de Musset)
- Agamemnon Op. 45 (1928, Eschyle)
- Hans nåds testamente (1929, Hjalmar Bergman)
- Le Fou et la Mort Op. 50 (1929, Hugo von Hofmannsthal)
- Markurells i Wadköping Op. 51 (1930, Hjalmar Bergman)
- De trogna Op. 52 (1930, John Masefield)
- Spelet om flickan och frestaren eller Moralitet Op. 53 (1930)
- Lycksalighetens Ö (The Island of Bliss) (1930, d'après Per Daniel Amadeus Atterbom)
- Les Choéphores Op. 54 (1930, Eschyle)
- Betongen och skoges (1930, Alf Henrikson (en))
- Sakuntala (1931, Kâlidâsa)
- Vendredi saint (1931, John Masefield)
- Médée Op. 56 (1931, rév 1934, Euripide, avec piano et orgue)
- La Nuit des rois (1932, Shakespeare)
- Alceste (1933, Euripide)
- Stora landsvägen (La Grand'Route), pour piano et cordes (1933, August Strindberg)
- Casa con dos puertas Op. 61 (1934, rév 1935, 1950, Pedro Calderón de la Barca)
- Lysistrata Op. 62 (1934, Aristophane)
- Antigone (1934, Sophocle)
- Circus Juris (1935, Svend Borberg (en))
- Noaké (Noé) (1935, André Obey)
- Kvinnan av börd och mannen av folket (1935, Lope de Vega)
- Innanför grindarna (Within the Gates) (1935, Seán O'Casey; compl de folklore irlandais)
- Le Marchand de Venise (1935, William Shakespeare)
- Les Oiseaux (1936, Aristophane)
- Den store guden Brown (Le Grand Dieu Brown) (1936, Eugene O'Neill, pour trio à cordes)
- Le Cocu magnifique (1936, Fernand Crommelynck)
- La Dama duenda (La Dame fantôme) (1936, Calderón de la Barca)
- Les Perses (1937, Eschyle)
- Iphigénie en Tauride (1940, Goethe)
- Kvinnan i Hyllos hus (1940, Ellen Byström-Baeckström)
- Fuenteovejuna (1944, Lope de Vega)
- Noces de sang (1944, révisé en 1952, Federico García Lorca)
- Djami och vattenandarna (1945, Sigfrid Siwertz)
- Œdipe à Colone (1945, Sophocle)
- Les Mouches (1945, Jean-Paul Sartre)
- Bron vid Arta (1945, T Theotokas)
- Philoctète (1947, Sophocle)
- Richard III (1947, William Shakespeare)
- Yerma (1948, Federico García Lorca)
- Egmont (1949, Goethe)
- Hippolyte (1950, Euripide)
- Ajax (1950, Sophocle)
- Œdipe roi (1951, Sophocle)
- Wadköping runt (1952, A. Henriques)

## Sources
- Dictionnaire de la musique Les hommes et leurs œuvres, Marc Honegger, éditions Bordas